# Свети Архангели Позерски
„Свети Архангели Позерски“ или Циациапски (на гръцки: Ταξιαρχών Απόζαρι, Таксиархон Апозари) е православна църква в град Костур (Кастория), Егейска Македония, Гърция.

## Местоположение
Църквата се намира на улица „Христопулос“ в северната махала Позери (Апозари) и традиционно е част от енория „Свети Лука“.

## История
Според ктиторския надпис храмът е изписан в годината на изграждане – 1622, от зографите Илия и поп Йоан от Линотопската школа. Ктитор е видният костурчанин Ралис, а митрополит - Теофилакт Костурски. Надписът гласи:
| „ | ΑΝΗΓΕΡΘΗ ΕΚ ΒΑΘΡΩΝ ΚΑΙ ΑΝΙΣΤΟΡΗΘΗ Ο ΘΕΙΟΣ ΚΑΙ ΠΑΝΣΕΠΤΟΣ ΝΑΟΣ ΤΩΝ ΠΑΜΜΕΓΙΣΤΩΝ ΤΑΞΙΑΡΧΩΝ ΜΙΧΑΗΛ ΚΑΙ ΓΑΒΡΙΗΛ ΚΑΙ ΠΑΣΩΝ ΤΩΝ ΕΠΟΥΡΑΝΙΩΝ ΔΥΝΑΜΕΩΝ ΔΙΑ ΣΥΝΔΡΟΜΗΣ ΚΟΠΟΥ ΤΕ ΜΟΧΘΟΥ ΚΑΙ ΕΞΟΔΟΥ ΤΟΥ ΠΑΝΕΥΓΕΝΕΣΤΑΤΟΥ ΚΑΙ ΕΝΤΙΜΟΤΑΤΟΥ ΑΡΧΩΝΤΟΣ ΚΥΡ ΡΑΛΙ ΚΩΝΣΤΑΝΤΙΝΟΥ ΚΑΙ ΤΟΥ ΠΑΝΙΕΡΟΤΑΤΟΥ ΜΗΤΡΟΠΟΛΙΤΟΥ ΚΥΡ ΘΕΟΦΥΛΑΚΤΟΥ. ΕΤΕΛΙΩΘΗ ΔΕ ΚΑΤΑ ΤΩ ΕΠΤΑΚΙΣ ΧΙΛΙΟΣΤΩ ΡΛ ΙΝΔΙΚΤΙΩΝΟΣ Ε ΕΚ ΤΗΣ ΧΡΙΣΤΟΥ ΓΕΝΝΗΣΕΩΣ - ΑΧΚΒ - ΔΙΑ ΧΕΙΡΟΣ ΙΩΑΝΝΟΥ ΙΕΡΕΩΣ ΚΑΙ ΗΛΙΑ | “ |

Според Виктория Поповска-Коробар е възможно обаче зограф Илия да е зографът Илия, подписан на славянски на престолната икона на Христос (1614) в добърската църква „Св. св. Теодор Тирон и Теодор Стратилат“, на когото се приписва цялата живопис в храма. Илия Зограф съвпада с първия живописец в Слимнишкия манастир (1606/1607) и с автора на престолната икона на Христос в „Свети Димитър“ в Битуша (1622).
Стенописите в църквата са унищожени почти изцяло, като запазени са фрагменти на източната стена - част сцената „Видението на Свети Петър Александрийски“, от която се различава Свети Андрей Критски. Запазени са и двата надписа един до друг. Храмът е реставриран от Шестнадесета ефория за византийски старини в Костур.
В 1924 година църквата е обявена за паметник на културата.

## Архитектура
В архитектурно отношение представлява трикорабна базилика с нартекс и женска църква. Градежът е от обикновени камъни и отвън няма никаква украса.
- Ктиторски надпис от 1622 г.
- Ктиторски надпис от 1859 г. с имената на Никифор I Костурски и Абдул Меджид I
- Стенопис на Свети Петър Александрийски, 1622 г.
- Стенопис, 1622 г.
- Стенопис на Свети Григорий Палама